# バイバイマン
『バイバイマン』（原題:The Bye Bye Man）は2017年にアメリカ合衆国で公開されたホラー映画である。監督はステイシー・タイトル、主演はダグラス・スミスが務めた。本作はロバート・デイモン・シュネックが2004年に発表したノンフィクション『The President's Vampire』に収録された『The Bridge to Body Island』を原作としている。キャッチコピーは「考えるな 言うな」「この名を知るだけでお前は死ぬ。」。

## ストーリー
プロローグ
1969年、ある町でラリーという男が、散弾銃で友人とその家族を次々と射殺する事件が起きる。彼は銃を向けた相手に「あの名前を誰に言った？」と問うてから殺し、移動の間は自戒するように「名前を言うな、考えるな」と言い続けた。
序盤
現代。エリオットは恋人のサーシャ、親友のジョンと共に郊外の屋敷に引っ越してくると、屋敷に残っていた家具を再利用する。友人達を招いた引越しパーティーを楽しむエリオットだが、古いコインをベッド横のナイトテーブルで発見すると、その引き出しに「考えるな」「言うな」と無数に書かれた紙が貼られていることに気付く。紙を剥がした下には“バイバイマン”と刻まれていた。
友人達が帰った後、屋敷を不気味に感じていたサーシャは、キムという霊感を持った女友達に屋敷を除霊してもらおうとする。キムと3人はテーブルを囲んで手を繋ぎ降霊術を始めるが、続けるうちに何者かの気配を感じたキムが「考えるな、言うな」と連呼し始めた。困惑したジョンの「何の事だ？」という言葉に、何気なくエリオットが「バイバイマン」と口にすると、灯していた蝋燭の火が突然消える。部屋の明かりを点けるとキムは酷く怯えており、彼女は一晩泊まることになった。
その晩からサーシャが咳き込むようになると、翌日には3人とも幻覚や幻聴を感じるようになっていた。エリオットは屋敷の内外を爪で引っかいたような傷とそれを付けているらしき物音に怯え、サーシャとジョンが不貞を働いていると疑うようになる。サーシャはバイバイマンの実在を確信し、エリオットも半信半疑ながら屋敷とバイバイマンについて調べ始めることにした。
中盤
エリオットは古い没記事を調べることに思い至り、図書館でバイバイマンが原因で家族や友人を殺害した少年の記事を発見する。それはラリー・レドモンという人物が1969年に書いた物で、ラリー自身も友人とその家族を殺して回った後、自ら命を絶っていた。
バイバイマンの存在を確かに感じたエリオットは、キムに助けを求め部屋から連れ出すが、キムは幻覚に惑わされて列車の前に飛び出し、轢死してしまう。駆けつけたサーシャとジョンに事情を説明したエリオットは、バイバイマンの名前を決して言わないことを約束させる。
キムの部屋からルームメイトの死体が発見されたと知ったショー刑事は、キムが死亡する直前の状況から「エリオットが殺人犯ではないか？」と疑っていた。幸いにもその疑いはキムの遺書によって晴れるが、同時にキムがエリオット達3人を殺す予定だったことが明かされる。エリオットは事情聴取をするショー刑事に決して関わらないよう警告し、警察署に迎えに来た兄ヴァージルには関係を絶つかのように突き放す。
終盤
屋敷に戻ったエリオットは幻覚に惑わされてジョンを殴打し気絶させてしまうが、眠っているサーシャが見つけていた手掛かりに気付くと、ラリーの物だと判明したナイトテーブルを屋敷の外で放り捨て、ラリーの妻であるレドモン夫人の家へと車を飛ばす。
エリオットと会ったレドモン夫人は、ラリーから知らされた情報を教えると、「私が無事なのはその名前を知らないから。対処法は名前を知る者が全員死ぬことだけ」と告げ、拳銃を手渡す。それでも他に対処法があるはずだと諦めないエリオットは、バイバイマンへの恐怖心を克服すれば影響が弱まると考え、実際に幻覚に打ち勝つことができた。
エリオットが屋敷へ急いで戻っていた頃、目を覚ましたサーシャとジョンが顔を合わせるが、サーシャにはジョンがエリオットに、ジョンにはサーシャが恐ろしい姿のキムに見えていた。エリオットが屋敷に到着すると、サーシャがジョンに滅多刺しにされて殺されそうになっており、エリオットはやむなくジョンを射殺してしまう。しかしそれは幻覚で、実際に撃った相手はサーシャだった。
ラスト
サーシャの亡骸を抱え絶望するエリオットの前にバイバイマンが現れると、タイミング悪くヴァージルとその娘アリスが屋敷の呼び鈴を鳴らす。玄関の扉を押さえて必死に2人を追い返そうとするエリオットだが、バイバイマンの妨害もあってそれが叶いそうにないと悟ると、拳銃で自らの頭を撃ち抜いた。間もなく屋敷は炎上し始め、警察と消防が駆けつける。
悲しみの中で帰路につくヴァージルは、その車内でアリスから「捨てられていたナイトテーブルからコインを手に入れた」と明かされるが、夜の暗闇でそこに刻まれた文字は読めなかったことを知る。一方で、重傷を負いながらも屋敷から救出されたジョンは朦朧とする意識の中、駆け寄ったショー刑事にバイバイマンの名前を教えてしまった。

## キャスト
※括弧内は日本語吹替 
エリオット
演 - ダグラス・スミス（野島健児）
主人公。霊能力などの超常現象は信じていなかったが、立て続けに怪奇現象を体験したことで考えを改める。
サーシャ
演 - クレシダ・ボナス（斉藤佑圭）
エリオットの恋人。引っ越してきた屋敷を不気味に感じている。バイバイマンの影響を受けるようになってから酷く体調を崩すようになる。
ジョン
演 - ルシエン・ラヴィスカウント（赤羽根健治）
エリオットの親友。派手な女性関係が原因で寮を出ることになった。バイバイマンの影響でジョンに反抗する気持ちが生まれ、サーシャに気があるような素振りをしてしまう。
キム
演 - ジェナ・カネル
サーシャが屋敷に招いた女友達。霊感を持っており、バイバイマンの危険性にいち早く気付く。名前を教えてしまったルームメイトのケイティーを殺した後、エリオット達も皆殺しにするつもりだった。
バイバイマン
演 - ダグ・ジョーンズ
黒いフードを被った謎の存在。自らの名前を知った人間に対して、幻覚や幻聴で惑わしたり、思考や行動をある程度まで操ることができる。異形の猟犬を連れており、ラリー曰く「猟犬を見かけてコインの音がしたらすぐ近くにいる」とのこと。
ラリー・レドモン
演 - リー・ワネル（宮崎寛務）
1969年にバイバイマンのことを調べた新聞記者。バイバイマンの記事を没にした後、その名前を知った友人のジェーンやリック、ジゼル達を殺して自殺した。
レドモン夫人
演 - フェイ・ダナウェイ（斉藤貴美子）
若い頃のレドモン夫人
演 - キーリン・ウッデル
未亡人。夫ラリーが事件を起こす直前に会っており、バイバイマンについての情報を教えられるが、その名前だけは知らされていない。
ミセス・ワトキンス
演 - クリオ・キング
図書館の職員。ラリーが没にした記事をエリオットに見せた際、バイバイマンの名前を知ってしまう。自宅で2人の子供を殺し、ナイフを持ってエリオット達の屋敷に向かう途中、レドモン夫人の家から帰る途中のエリオットの車に轢かれて死亡する。
ショー刑事
演 - キャリー＝アン・モス（元吉有希子）
キムとそのルームメイトが死亡した事件を担当する女刑事。エリオットから情報を引き出そうとするが、「真実を知らせないことで守れる物がある」という説得を受けて、彼を事情聴取から解放する。
ヴァージル
演 - マイケル・トルッコ
エリオットの兄。妻と娘アリスを連れて引越しパーティーにやってくる。
アリス
演 - エリカ・トレンブレイ（和多田美咲）
ヴァージルの娘。引越しパーティーの際、誘われるように訪れたベッドルームでバイバイマンのコインを最初に発見する。
デイジー
演 - ジョナサン・ペナー
エリオット達が引っ越した屋敷の大家。

## 製作
2014年9月11日、ディメンション・フィルムズが本作の全世界配給権を獲得したと発表した。2015年11月4日、STXエンターテインメントがディメンション・フィルムズから本作の全世界配給権を購入したとの報道があった。
本作の主要撮影は2015年11月2日にオハイオ州クリーブランドで始まり、同年12月11日に終了した。

## 公開
本作の北米公開日は2016年10月14日→2016年6月3日→2016年12月9日と変更されたが、最終的には2017年1月13日に全米公開された。

## 興行収入
本作は『モンスタートラック』や『スリープレス・ナイト』と同じ週に公開され、公開初週末に1000万ドル前後を稼ぎ出すと予想されたが、実際の数字はそれを上回るものであった。2017年1月13日、本作は全米2220館で封切られ、公開初週末に1350万ドルを稼ぎだし、週末興行収入ランキング初登場4位となった。

## 評価
本作は批評家から批判されている。映画批評集積サイトのRotten Tomatoesには64件のレビューがあり、批評家支持率は24%、平均点は10点満点で3.6点となっている。サイト側による批評家の見解の要約は「『バイバイマン』は良質なホラー映画から種々の要素を取り出して、それを混ぜ合わせた作品である。ストーリーの一貫性や観客を満足させられるだけのホラー要素があり、努力が見られるのは確かだが、オリジナリティが欠落している。」となっている。また、Metacriticには22件のレビューがあり、加重平均値は37/100となっている。なお、本作のCinemaScoreはCとなっている。